# Luik-Bastenaken-Luik 2016
De 102e editie van de wielerwedstrijd Luik-Bastenaken-Luik werd gehouden op 24 april 2016. De wedstrijd maakte deel uit van de UCI World Tour en vormde de laatste wielerwedstrijd van de traditionele voorjaarsklassiekers. Titelverdediger was de Spanjaard Alejandro Valverde, die eerder die week de Waalse Pijl voor de derde maal won. De wedstrijd werd gewonnen door de Nederlander Wout Poels, die de sprint van een kleine groep won. 

## Wedstrijdverloop
De start in Luik vond plaats in koude omstandigheden, hetgeen een groot deel van de koers bleef aanhouden, inclusief regen en sneeuw. Er ontstond een zevenkoppige kopgroep (Paolo Tiralongo (Astana), Alessandro De Marchi (BMC), Pavel Brutt (Tinkoff), Nicolas Edet (Cofidis), Jérémy Roy (FDJ), Thomas De Gendt (Lotto Soudal) en Cesare Benedetti (Bora-Argon 18), waar later werd aangevuld met Vegard Stake Laengen (IAM). Zij kregen een maximale voorsprong van 9 minuten. Etixx-Quick-Step zorgde ervoor dat de achterstand van het peloton geleidelijk kleiner werd. Op Col du Rosier ging Thomas Voeckler in de tegenaanval, wiens poging om de koplopers te bereiken mislukte. De kopgroep was inmiddels ook uiteengeslagen en op de La Redoute reden De Gendt, De Marchi en Edet voorop, die uiteindelijk bij de Roche aux Faucons als laatsten werden teruggepakt. Carlos Alberto Betancur probeerde tweemaal weg te komen, waaronder op de Côte de Saint-Nicholas, hetgeen mislukte. Nog enkelen waagden een ontsnappingspoging, waardoor bij de voet van de Côte de la Rue Naniot nog circa 30 rijders bijeen waren. 
Michael Albasini (Orica GreenEDGE) zette de beslissende aanval in en kreeg Rui Costa (Lampre-Merida), Samuel Sánchez (BMC) en Wout Poels (Sky) met zich mee. Het gereduceerde peloton kon deze aanvallers niet meer terugpakken. Albasini en Poels probeerden weg te komen, maar werden teruggepakt door de mede-koplopers. In de eindsprint troefde Poels de andere drie vluchters af en won hiermee de eerste wielerklassieker voor Team Sky.

## Deelnemende ploegen
| 18 UCI World Tour-ploegen | 18 UCI World Tour-ploegen | 18 UCI World Tour-ploegen | 7 wildcards                 |
| ------------------------- | ------------------------- | ------------------------- | --------------------------- |
| AG2R La Mondiale          | FDJ                       | LottoNL-Jumbo             | Cofidis                     |
| Astana                    | Giant-Alpecin             | Movistar                  | Direct Énergie              |
| BMC Racing Team           | IAM Cycling               | Orica-BikeExchange        | Fortuneo-Vital Concept      |
| Cannondale                | Katjoesja                 | Team Sky                  | Bora-Argon 18               |
| Dimension Data            | Lampre-Merida             | Tinkoff                   | Roompot-Oranje Peloton      |
| Etixx-Quick Step          | Lotto Soudal              | Trek-Segafredo            | Topsport Vlaanderen-Baloise |
|                           |                           |                           | Wanty-Groupe Gobert         |
|                           |                           |                           |                             |

## Rituitslag
| Luik-Bastenaken-Luik 2016 (248 km) |                      |                     |          |
| Plaats                             | Naam                 | Ploeg               | Tijd     |
| Winnaar                            | Wout Poels           | Team Sky            | 6u24'29" |
| 2                                  | Michael Albasini     | Orica GreenEDGE     | z.t.     |
| 3                                  | Rui Costa            | Lampre-Merida       | z.t.     |
| 4                                  | Samuel Sánchez       | BMC Racing Team     | + 4"     |
| 5                                  | Ilnoer Zakarin       | Team Katjoesja      | + 9"     |
| 6                                  | Warren Barguil       | Team Giant-Alpecin  | + 11"    |
| 7                                  | Roman Kreuziger      | Tinkoff             | + 12"    |
| 8                                  | Joaquim Rodríguez    | Team Katjoesja      | z.t.     |
| 9                                  | Bauke Mollema        | Trek-Segafredo      | z.t.     |
| 10                                 | Diego Rosa           | Astana Pro Team     | z.t.     |
| 11                                 | Tanel Kangert        | Astana Pro Team     | z.t.     |
| 12                                 | Enrico Gasparotto    | Wanty-Groupe Gobert | z.t.     |
| 13                                 | Romain Bardet        | AG2R La Mondiale    | z.t.     |
| 14                                 | Michael Valgren      | Tinkoff             | z.t.     |
| 15                                 | Patrick Konrad       | Bora-Argon 18       | z.t.     |
| 16                                 | Alejandro Valverde   | Movistar Team       | z.t.     |
| 17                                 | Dylan Teuns          | BMC Racing Team     | z.t.     |
| 18                                 | Arnold Jeannesson    | Cofidis             | z.t.     |
| 19                                 | Steve Cummings       | Dimension Data      | z.t.     |
| 20                                 | Lars Petter Nordhaug | Team Sky            | z.t.     |